# 九段理江
九段 理江（くだん りえ、1990年9月27日 - ）は、日本の小説家。埼玉県浦和市（現・さいたま市）生まれ。

## 経歴
子供の頃は県内を20か所に転居した。高校から大学まではさいたま市内で過ごしていた。高校は県立で埼玉県南部に通った。出身大学は非公表。
大学研究室助手を経て2014年に石川県に転居し、金沢市に1年、能美市に2年半暮らす。金沢市の学校法人・国際ビジネス学院の講師、金沢市の古書店・オヨヨ書林のアルバイトなどを経験する。
2017年、「花の文法」で第122回文學界新人賞の最終候補。(藤生理江として)
2018年、「海の聴力」で第123回文學界新人賞の最終候補。
2018年、「マイ・ヴァイオレント・ハート」で第50回新潮新人賞二次選考通過。
2021年、「悪い音楽」で第126回文學界新人賞を受賞しデビュー。
2022年、太宰治「女生徒」を本歌取りした「Schoolgirl」で第166回芥川龍之介賞候補。同作を表題作とする初の単行本『Schoolgirl』で第35回三島由紀夫賞候補。
2023年、『Schoolgirl』で芸術選奨新人賞受賞。同年、「しをかくうま」で第45回野間文芸新人賞受賞。
2024年、「東京都同情塔」で第170回芥川龍之介賞受賞。

## 人物・エピソード

### ペンネームについて
- デビュー以前は「藤生理江」のペンネームで投稿をしていた。
- ペンネームを現在の九段理江に変えた理由は、新人賞の選考委員の一人にペンネームの真ん中に生理が入っていること（「藤生理江」)を指摘されたことなどを挙げている。[14]九段姓の由来はさまざまあり、以前九段下に住んでいたこと、三島由紀夫と同じく名前に漢数字を入れたかったこと、井上陽水の『九段』というアルバムが好きだったこと、J・D・サリンジャーの『ナイン・ストーリーズ』にあやかりたいという思いなどがあったと挙げている。[15]
- ローマ字表記の場合の「Rie QUDAN」の理由としてQuestion や、Queenなどの好きな言葉の頭文字であることを理由としてあげている。[16]なおこのWikipediaを含む海外メディアで取り上げられた頃の初期は多くのメディアで「Rie KUDAN」の表記となっていたことに『文學界』2024年3月号に掲載されたエッセイ「九段理江」で怒りと驚きを表明した。[17]

### 音楽について
- 大の音楽好きとして知られており「Planet Her あるいは最古のフィメールラッパー」や、処女作「悪い音楽」など音楽をテーマに扱った作品も執筆している。
- 人生最後の瞬間に聞く音楽としてバッハ、モーツァルト、ショパン、マーラーを挙げている。[18]
- 「エリンダーク」の名義でフィメールラッパー活動をすることを仄めかしているが現在も活動はしていない。そのことについて九段自身は「需要を確信したら本気を出す」と回答している。[19]

## 作品リスト

### 単行本

#### 小説
- 『Schoolgirl』（文藝春秋、2022年1月）ISBN 978-416391-508-1
  - 悪い音楽 - 『文學界』2021年5月号[6]
  - Schoolgirl - 『文學界』2021年12月号[20]
- 『東京都同情塔』（新潮社、2024年1月）ISBN 978-410355-511-7
  - 初出:『新潮』2023年12月号
- 『しをかくうま』（文藝春秋、2024年3月）ISBN 978-416391-816-7
  - 初出:『文學界』2023年6月号

#### 対談
- 安藤瑠美×九段理江「想像と破壊、ユートピアとディストピア　共通する、境界の曖昧さと違和感」-『TOKYO NUDE 100　トーキョーヌード100 安藤瑠美作品集』(安藤瑠美、トゥーヴァージンズ、2025年4月）に収録
- 小川哲×九段理江「物事に『小説』を見つけ出す」-『Street Fiction by SATOSHI OGAWA』（小川哲、講談社、2024年12月）に収録

### 単行本未収録

#### 小説
- 「彼と彼女の間に投げる短い小説」 - 『北國新聞』2023年2月25日
- 「Planet Her あるいは最古のフィメールラッパー」[21] - 『ユリイカ』2023年5月号 特集=〈フィメールラップ〉の現在
- 「影の雨」[22] - 『広告』Vol.418（博報堂、2025年3月）
- 「30世紀少女」 - 『小説トリッパー』2025年夏季号

#### エッセイなど
- 「奏でるより文字「早撃ち」痺れるねえ」 - 『朝日新聞』2024年1月28日朝刊
- 「カフカだカフカ」 - 『文學界』2024年2月号
- 「九段理江」[23] - 『文學界』2024年3月号
- 「私の書棚の現在地」（書評連載）連載中
  - 「豊かであること、その功罪」(『いろんな私が本当の私』ー 長嶋有（原作）、雁須磨子、コナリミサト、丹羽庭、鶴谷香央理、三本阪奈、米代恭)、(『トゥデイズ』ー長嶋有)、(『Haruki Murakami Manga Stories』村上春樹（原作）、ジャン・クリストフ・ドゥヴニ（翻案）、PMGL（イラスト)) - 『新潮』2024年3月号
  - 「終わることについて」（『最後の音楽𝄇ヒップホップ対話篇』 荘子it×吉田雅史） - 『新潮』2024年7月号
  - 「空気を動かす動詞」（『くうきをつくる』青木淳） - 『新潮』2024年10月号
  - 「言語と非言語の間の言語」(『明るくていい部屋』　金川晋吾) - 『新潮』2025年1月号
  - 「假面の告白へ告白する仮面」（『假面の告白 初版本復刻版』三島由紀夫） - 『新潮』2025年４月号
  - 「誰のものでもない言葉」（『翻訳する私』ジュンパ・ラヒリ、小川高義訳） - 『新潮』2025年7月号

- 「自分だけの辞書」 - 『FRaU』2024年6月号「特集：いま、ラグジュアリーを、日本から」
- 「今日〆切の原稿に立ち向かう小説家のための14の小さな真実」 - 『新潮』2024年6月号
- 「作家・九段理江を構成する、一生ものの、本と映画と音楽とアート」 -『GINZA』2024年6月号
- 「彼らの国で」 - 『優駿』2024年7月号　第91回日本ダービー観戦記
- 「読書目録」（書評連載）（全3回完結済み）
  - 「第1回」(佐藤理史『コンピュータが小説を書く日――AI作家に「賞」は取れるか』、今井翔太『生成AIで世界はこう変わる』、中島秀之『知能の物語』 」) - 『すばる』2024年７月号
  - 「第2回」(先崎学の『うつ病九段 プロ棋士が将棋を失くした一年間』、「ダンクシュート」2024年7月号、ダン・ブラウンの『オリジン』) - 『すばる』2024年8月号
  - 「第3回」(ドン・デリーロの『ホワイトノイズ』、「世界」2024年7月号、サマセット・モームの『英国諜報員アシェンデン』) - 『すばる』2024年9月号
- 「SNSは我々をどこへ連れて行ったか?」 - 『プレジデント』62巻23号2024年12月13日
- 「三島由紀夫への手紙『私へ』」 - 『新潮』2025年2月号
- 「永遠は水玉の中に」 - 『家庭画報』2025年3月号（特集　草間彌生）
- 「プロムナード」 - 『日本経済新聞』夕刊2025年7月4日 - 連載中（毎週金曜日担当）
- 「AIの心、作家の体」 - 『文學界』2025年8月号

#### インタビュー
- 「二人の編集者」[24]聞き手：編集部 - 『波』2024年3月号（『東京都同情塔』芥川賞受賞記念談話）
- 「九段理江さん 芥川賞機呈式ルポ 」- 『毎日新聞』2024年3月1日夕刊
- 「悩んだ中高生時代　読書に救われた」[25] -『読売中高生新聞』2024年5月31日グラビア面「ＰＥＲＳＯＮ」
- 「答えの無い時代に考え続けるということ」聞き手・倉本さおり - 『小説トリッパー』2024年夏季号
- 「芥川賞作品と逆　95%AI小説」- 『朝日新聞』2025年4月2日夕刊

#### 対談・ 鼎談
- 石田夏穂×九段理江「筋肉は文学の夢を見るか？」 - 2022年4月9日（土）に本屋B&Bにて行われたトークイベント[26]
- 阿川佐和子×九段理江「どこか今の社会に接続するような小説を書きたい、ということは意識しています。」 - 『週刊文春』2024年3月28日号
- 稲垣吾郎×九段理江×河崎秋子「小説の書き方」 - 『週刊文春WOMAN』 vol.21(2024春号) (文春ムック)
- 九段理江×柴田元幸「ポール・オースターが『東京都同情塔』に与えたもの」 - 『新潮』2024年7月号
- 九段理江×永山祐子「建てること、書くこと 未来を創り出すこと」  - 『芸術新潮』2024年7月号
- 九段理江×波立裕矢「純文学と現代音楽の交叉点」 -  『文學界』2024年９月号
- 九段理江→山中瑶子「“今”を切り取る、違いと同じ」[27] - 『GINZA』2024年12月号
- 九段理江×平野啓一郎「現実を抉るパラレルワールド」 - 『新潮』2025年1月号